# خانلانتی
خانلانتی (ترکی آذربایجانی: Khanlanty) یک منطقهٔ مسکونی در جمهوری آرتساخ است که در استان کاشاتاق واقع شده‌است.